# Ю (град)
Вижте пояснителната страница за други значения на Ю.
Ю (на шведски: Hjo) е град в Южна Швеция.

## География
Градът е разположен по западния бряг на езерото Ветерн. Главен административен център е на едноименната община Ю в лен Вестра Йоталанд. На 38 км северно от Ю е град Карлсбори, на 25 км на запад е град Шьовде, на 67 км на юг е град Йоншьопинг. Население 6094 жители (2010 г.).

## История
Град Ю е основан през 1400 г. Той е един от 133-те града на Швеция, които имат статут на исторически градове.

## Архитектура
Характерни за Ю са постройките от дървен материал. Градът и езерото Ветерн са туристическа атракция и място за отдих и туризъм. Заедно с градовете Екшьо и Нура трите града са наричани („Three wooden towns“ на английски и „Tre Trästäder“ на шведски) „Три дървени (дървесни, от дърво) града“.

## Други
Жителите на града обичат английският словесен израз „I love you“ (изговаря се „Ай Лъв Ю“, в превод „Обичам те“), в който се съдържа своеобразна игра на думи, която изразява обичта им към любимия град.